# Teichiku
Teichiku Entertainment (テイチクエンタテインメント, Teichiku Entateimento), més coneguda simplement com a Teichiku, és un segell discogràfic japonés generalista però especialitzat en enka i kayōkyoku.
El nom de la companyia, Teichiku, és un acrònim del nom original de l'empresa: "Teikoku Chikuonki Shōkai" (帝国蓄音機商会), que es pot traduir al català com a "Companyia del Gramòfon Imperial".

## Segells discogràfics
Alhora que Teichiku també és el nom d'un sub-segell discogràfic de la Teichiku Entertainment, també existeixen altres sub-segells diferenciats per l'estil musical i el seu públic potencial. Aquests són:
- Teichiku Records: Enka, mood kayō
- Imperial Records: J-POP
- Union Records: Música occidental
- Chronicle: Reedicions de Philips Records
- Takumi Note: Música per a l'"estil de vida dels adults".
- Continental Star: Artistes pop de la dècada de 1980.
- VR: J-POP, J-ROCK, visual kei i gothic lolita.
- Rockan Music: Música d'anime i actors de doblatge.
- Age Free Music:
- I BLUE:
- XME:
- Bogus Records:

## Artistes
- Shin Aoyama (Teichiku)
- Chiyuki Asami (Teichiku)
- Kimimaru Ayanokōji (Teichiku)
- Kaori Iida (Teichiku)
- Satoshi Ikeda (Teichiku)
- Mihoko Ishida (Imperial)
- Hitomi Ishikawa (Imperial)
- Sayuri Ishikawa (Teichiku)
- Akiko Iriyama (Teichiku)
- Hiromi Iwasaki (Imperial)
- Kaori Uesugi (Teichiku)
- Misaki Usuzawa (Teichiku)
- Itsurō Ōizumi (Teichiku)
- Chiyo Okumura (Teichiku)
- Eiji Okuyama (Teichiku)
- Amii Ozaki (Continental)
- Meiko Kaji (Teichiku)
- KANA (Teichiku)
- Miyuki Kawanaka (Teichiku)
- Marina Kawano (Imperial)
- Takeshi Kitayama (Teichiku)
- Mitsuki Kitayama (Teichiku)
- Takeshi Kihara (Teichiku)
- Kahoru Kohiruimaki (Continental)
- Iroha Koikawa (Teichiku)
- Maiko Kozakura (Teichiku)
- Sakana-kun (Teichiku)
- Naoki Sanada (Teichiku)
- Aya Shimazu (Teichiku)
- Hiromasa Shimizu (Teichiku)
- Masato Sugimoto (Teichiku)
- Ryōtarō Sugi (Teichiku)
- Yuki Sekiguchi (Teichiku)
- Riki Takeuchi (Teichiku)
- Yoshio Tabata (Teichiku)
- Cheuni (Teichiku)
- Chang-Euensook (Teichiku)
- Yoshimi Tendō (Teichiku)
- Jun Togawa (Teichiku)
- Yasuko Naitō (Teichiku)
- Miyuki Nagai (Teichiku)
- Naoto Nanbu (Teichiku)
- Midori Nishizaki (Teichiku)
- Makoto Nobumasa (Teichiku)
- Hiroya Hama (Teichiku)
- Kōji Handa (Teichiku)
- Shinji Harada (Continental)
- Peter (Teichiku)
- Piroki (Teichiku)
- Pink Lady (Teichiku)
- Jun Mayuzumi (Teichiku)
- George Yamamoto (Teichiku)
- Kumiko Yamashita (Continental)